# Fredrik Fred Lindberg
Fredrik T Lindberg, född 2 augusti 1972 i Vänersborg, är en svensk-brittisk konstnär. Lindberg är mest verksam i England där han kallar sig Fred.
Lindberg, som är uppvuxen i Trollhättan, har studerat på KV konstskola, Göteborgs konstskola, London Metropolitan University och tog sin magisterexamen på Goldsmiths, University of London. Hans textkonst/poesi har publicerats i publikationer som Unexpected Item och Knights Move. 2009 illustrerade han framsidan av tidningen Metros bilaga, Metro Weekend. 2006 till 2009 anordnade Lindberg den årliga konstfestivalen The (deviant) Art Festival på konsthallen i Trollhättan samt på sprida platser i staden. 2005 deltog han på endagarsevenemanget Post-bureaucracy på ICA (Institute Of Contemporary Arts) i London. 2006 och 2008 visades Lindbergs konceptuellt konstverk Shit TV på Independents Biennial i Liverpool och 2007 deltog han på utställningen Peace Camp på The Brick Lane Gallery tillsammans med över 100 andra konstnärer.